# Instituto Moreira Salles
El Instituto Moreira Salles es una organización sin fines de lucro fundada por el diplomático y banquero Walther Moreira Salles en 1992 a través de la creación de su primer centro cultural en la ciudad de Poços de Caldas. Posteriormente, el instituto abrió locales en São Paulo (1996) en una casona ubicada en el barrio de Higienópolis, y en Río de Janeiro (1999) en la antigua residencia de la familia Moreira Salles construida en 1951 con el proyecto arquitectónico de Olavo Redig de Campos y el proyecto paisajístico de Burle Marx.
Está administrado por la familia Moreira Salles y tiene por finalidad exclusiva la promoción, formación de colecciones y el desarrollo de programas culturales en los campos de la fotografía, literatura, iconografía, artes plásticas, música y cine.
Parte de las colecciones de estos campos se pueden consultar en la página web de la institución, así como en sus centros culturales. Sus actividades se extienden también al mantenimiento de canales de radio en internet y a la edición de diversas publicaciones como catálogos de exposiciones, libros de literatura, fotografía y música y las revistas "Zum" (semestral sobre fotografía contemporánea en Brasil y en el mundo) y "Serrote" (cuatrimestral sobre ensayo e ideas).
Hay algunas características que diferencian al IMS de otras instituciones culturales privadas de Brasil y del extranjero. Una de ellas se refiere a su forma directa de intervención: frente a la práctica del mecenazgo tradicional, la institución prefiere actuar fundamentalmente en iniciativas que ella misma concibe y ejecuta. Otro factor que distingue el trabajo del Instituto Moreira Salles es la prioridad que concede a los proyectos a medio y largo plazo, lo que significa huir de la fugacidad de los eventos desarrollando programas regulares destinados a la formación y mejora de públicos.